# Вдребезги (фильм, 2011)
«Вдребезги» — российская комедия режиссёра Романа Каримова. Премьера фильма в России состоялась 6 октября 2011 года.
Фильм вошёл в основной конкурс 22-го кинофестиваля «Кинотавр» в 2011 году.

## Сюжет
Судьбы нескольких людей сталкиваются на загородном шоссе. Две сбежавших из психушки подруги сначала сбивают велосипедиста, потом расправляются с педофилом и угоняют машину. Популярный диджей, звезда телешоу, которого похищают сразу после программы, несчастливая в браке жена, крутящая роман со своим боссом и ставшая участницей убийства, встречаются в одном месте и в одно время.

## В ролях
- Никита Дювбанов — Кирилл
- Иван Николаев — Игорь
- Равшана Куркова — Бонни
- Артём Ткаченко — Эрик
- Кристина Казурова — Квальда
- Ирина Вилкова — Алиса
- Евгения Абрамова — Сельма
- Дмитрий Смолев — Низкий
- Ингрид Олеринская — Школьница
- Даша Чаруша — жена Кирилла
- Александр Плющев — Педофил
- Вячеслав Дьяченко — Продюсер